# گرما
گرما یا حرارت در فیزیک و ترمودینامیک (علم مطالعه گرما و انرژی) ، انرژی جابجا شده از یک جسم به جسم دیگر یا از ناحیه‌ای به ناحیه‌ای دیگر، طی برهم‌کنش‌های گرمایی است. (به عبارتی: به مقدار انرژی که دراثر اختلاف دما از جسمی به جسم دیگر انتقال پیدا می‌کند، گرما می‌گویند) انتقال گرما راه‌های گوناگونی دارد :رسانش، تابش و همرفت (convection).
رسانش: وقتی یک سر میله فلزی را روی آتش می‌گذاریم، گرما موجب جنب و جوش اتم‌های آن قسمت می‌شود و بر اثر برخورد اتم‌های پر جنب جوش با اتم‌های مجاور، انرژی جنبشی انتقال می‌یابد و گرما به سر دیگر میله منتقل می‌شود. بعضی از مواد مانند فلزات رسانش گرمایی خوبی دارند. به این مواد رسانای گرمایی می‌گویند. و بعضی رسانش گرمایی خوبی ندارند. و به این مواد نارسانا یا عایق گرمایی می‌گویند.((اکثر فلزات رسانای گرمایی هستند؛اما نافلزات مانند پلاستیک(به انگلیسی:Plastic) نارسانای گرمایی هستند.
همرفت: وقتی مایعی را از زیر شروع به گرم کردن می‌کنیم، به علت رسانش، جنب و جوش مولکول‌ها و فاصله بین آنها زیاد می‌شود. با افزایش حجم قسمت پایین مایع، چگالی آن کاهش یافته و به سمت بالا حرکت می‌کند. روش همرفت، فقط در مایعات و گازها امکان‌پذیر است.
تابش: خورشید نور و گرما زمین رانیز تأمین می‌کند. در این روش به محیط مادی نیازی نیست.
گرما، انتقال انرژی از یک جسم یا از یک سیستم ترمودینامیکی به دیگری است. در هنگامی که دو سامانه در دو دمای متفاوت باشند. این انرژی در اثر تماس حرارتی منتقل می‌شود. وقتی دو جسم با دماهای مختلف را در تماس با یکدیگر قرار گیرند، دمای جسم گرم پایین و دمای جسم سرد بالا می‌رود. این فرایند آنقدر ادامه پیدا می‌کند تا دمای دو جسم یکسان شود. این دما را دمای تعادل دو جسم می‌گویند.
همچنین یکای مرسوم برای اندازه‌گیری مقدار گرمای منتقل شده ژول به انگلیسی (Joule) است.

## مکانیسم‌های انتقال گرما
مکانیسم‌های انتقال انرژی که گرما را تعریف می‌کنند شامل هدایت، از طریق تماس مستقیم اجسام بی حرکت یا از طریق دیواره یا سدی است که در برابر ماده نفوذ ناپذیر است. یا تابش بین اجسام جدا شده یا اصطکاک ناشی از کار مکانیکی یا الکتریکی یا مغناطیسی یا گرانشی ایزوکورید که توسط سامانه مورد نظر توسط محیط اطراف انجام می‌شود، مانند گرم شدن ژول در اثر جریان الکتریکی که از طریق سامانه مورد نظر توسط سامانه خارجی انجام می‌شود یا از طریق همزن مغناطیسی. وقتی مسیر مناسبی بین دو سامانه با درجه حرارت متفاوت وجود داشته باشد ، انتقال حرارت لزوماً، بلافاصله و خود به خود از سامانه گرمتر به سامانه سردتر صورت می‌گیرد. هدایت حرارتی با حرکت تصادفی (تصادفی) ذرات میکروسکوپی (مانند اتم‌ها یا مولکول‌ها) رخ می‌دهد. در مقابل، کار ترمودینامیکی توسط مکانیزمی تعریف می‌شود که ماکروسکوپی و مستقیماً بر متغیرهای حالت کل بدنه سامانه عمل می‌کنند. به عنوان مثال، تغییر حجم سامانه از طریق حرکت پیستون با نیروی قابل اندازه‌گیری خارجی. یا تغییر قطبش الکتریکی داخلی سامانه از طریق تغییر قابل اندازه‌گیری خارجی در میدان الکتریکی. تعریف انتقال حرارت نیازی به نرم و صاف بودن فرایند ندارد. به عنوان مثال، ممکن است یک صاعقه گرما را به بدنه منتقل کند.
گردش همرفت به جسم اجازه می‌دهد تا جسم دیگر را از طریق مایع در گردش متوسط که انرژی را از مرز یکی به مرز دیگری منتقل می‌کند، گرم کند. انتقال حرارت واقعی توسط هدایت و تشعشع بین مایع و اجسام مربوطه انجام می‌شود. گردش همرفت، اگرچه خود به خود است، اما به دلیل اختلاف جزئی دما، لزوماً و بلافاصله اتفاق نمی‌افتد. برای اینکه همرفت در یک سامانه رخ دهد، یک آستانه وجود دارد که باید از آن عبور کرد.
گرچه گرما خود به خود از یک جسم گرمتر به یک جسم خنک تر جریان می‌یابد، اما می‌توان یک پمپ حرارتی ساخت که کار را برای انتقال انرژی از بدن سردتر به بدن گرمتر انجام می‌دهد. در مقابل، یک موتور حرارتی اختلاف دما را برای تأمین کار سامانه دیگری کاهش می‌دهد. نوع دیگر ترمودینامیکی دستگاه انتقال حرارت، یک پخش کننده حرارت فعال است که کار را برای سرعت بخشیدن به انتقال انرژی به بدنه سردتر از بدنه گرمتر، به عنوان مثال یک جز رایانه، صرف می‌کند.

## تاریخچه مفهوم گرما

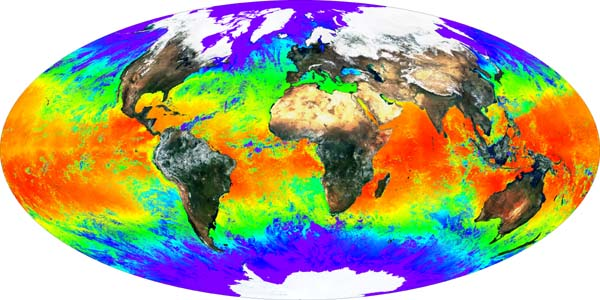
دمای سطح زمین در میانه‌های ماه مارس و اوایل آوریل ۲۰۰۰.

نیمه اول سده نوزدهم شاهد پیشرفت‌های فراوان و رشد بینش‌های عمیق دربارهٔ ماهیت‌های گرما بود چرا که در اواخر سده هجدهم انقلاب صنعتی در قاره اروپا و آمریکا گسترش یافت.
پیش از سال ۱۸۳۰ تصور می‌کردند که گرما و خواص گرمایی مواد با پدیده‌های مکانیکی الکتریکی ومغناطیسی ارتباطی ندارند. بنا بر نظریهٔ کالریک که در آن زمان رایج بود. مقدار گرمای هر جسم متناسب با مقداری از سیال کالریک بود که در جسم وجود داشت یعنی هر چه مقدار سیال کالریک آن نیز بیشتر بود انبساط گرمایی را که از پدیده‌های آشنا به‌شمار می‌آمد این‌طور توجیه می‌کردند که برای پذیرش سیال کالریک اضافی فضایی بیشتر لازم است. هر چند دادن گرما به جسم هیچ تغییر قابل اندازه‌گیری در جرم آن ایجاد نمی‌کرد و این امر را با معضل روبرو کرده بود اما هواداران این نظریه برای حل مشکل می‌گفتند که کالریک یک سیال است (سنجش ناپذیر) یا (آذرین) یعنی سیالی بدون جرم است.
هرچند که نظریه کالریک را پیش از پایان نیمه اول قرن نوزدهم کنار گذاشتند. میراث آن واحد گرما، یعنی کالری هنوز هم کاربرد فراوانی دارد.
این واقعیت که ماشین بخار، با استفاده از گرمای ناشی از سوختن چوب یا زغال‌سنگ کار مکانیکی انجام می‌دهد کم‌کم در مفهوم گرما تحول ایجاد کرد.
جیمز کلرک ماکسول یکی از دانشمندانی بود که در کتابش، تئوری گرما در سال ۱۸۷۱ گرما را به حرکت اجسام مربوط دانست و آن را دسته‌بندی کرد.

## نماد و واحد گرما
- واحد گرما در دستگاه SI، ژول است.
- گرما را با نماد Q نمایش می‌دهیم.

به عنوان نوعی انرژی، گرما دارای واحد ژول (J) در سیستم بین‌المللی واحدها (SI) است. با این حال، در بسیاری از زمینه‌های کاربردی در مهندسی، واحد حرارتی انگلیس (BTU) و کالری اغلب استفاده می‌شود. واحد استاندارد برای میزان گرمای منتقل شده وات (W) است که به صورت یک ژول در ثانیه تعریف می‌شود.
استفاده از نماد Q برای مقدار کل انرژی منتقل شده به عنوان گرما ناشی از رودلف کلاوزیوس در سال ۱۸۵۰ است:
| « | اجازه دهید مقدار حرارتی که باید در جریان انتقال گاز به صورت مشخص از هر حالت داده شده به حالت دیگر، که در آن حجم آن v و دمای آن t است، داده شود، Q باشد. | » |

گرمای آزاد شده توسط یک سیستم به محیط پیرامون خود طبق یک مقدار منفی است (Q <0). هنگامی که یک سیستم گرما را از محیط اطراف خود جذب می‌کند، مثبت است (Q> 0). سرعت انتقال حرارت یا جریان گرما در واحد زمان با  {\displaystyle {\dot {Q}}} نشان داده می‌شود.
این نباید با مشتق زمانی یک تابع حالت اشتباه گرفته شود (که می‌تواند با علامت گذاری نقطه نیز نوشته شود) زیرا گرما تابعی از حالت نیست.
شار گرمایی به عنوان سرعت انتقال حرارت در واحد سطح مقطع (واحد وات بر متر مربع) تعریف می‌شود.

## نگارخانه

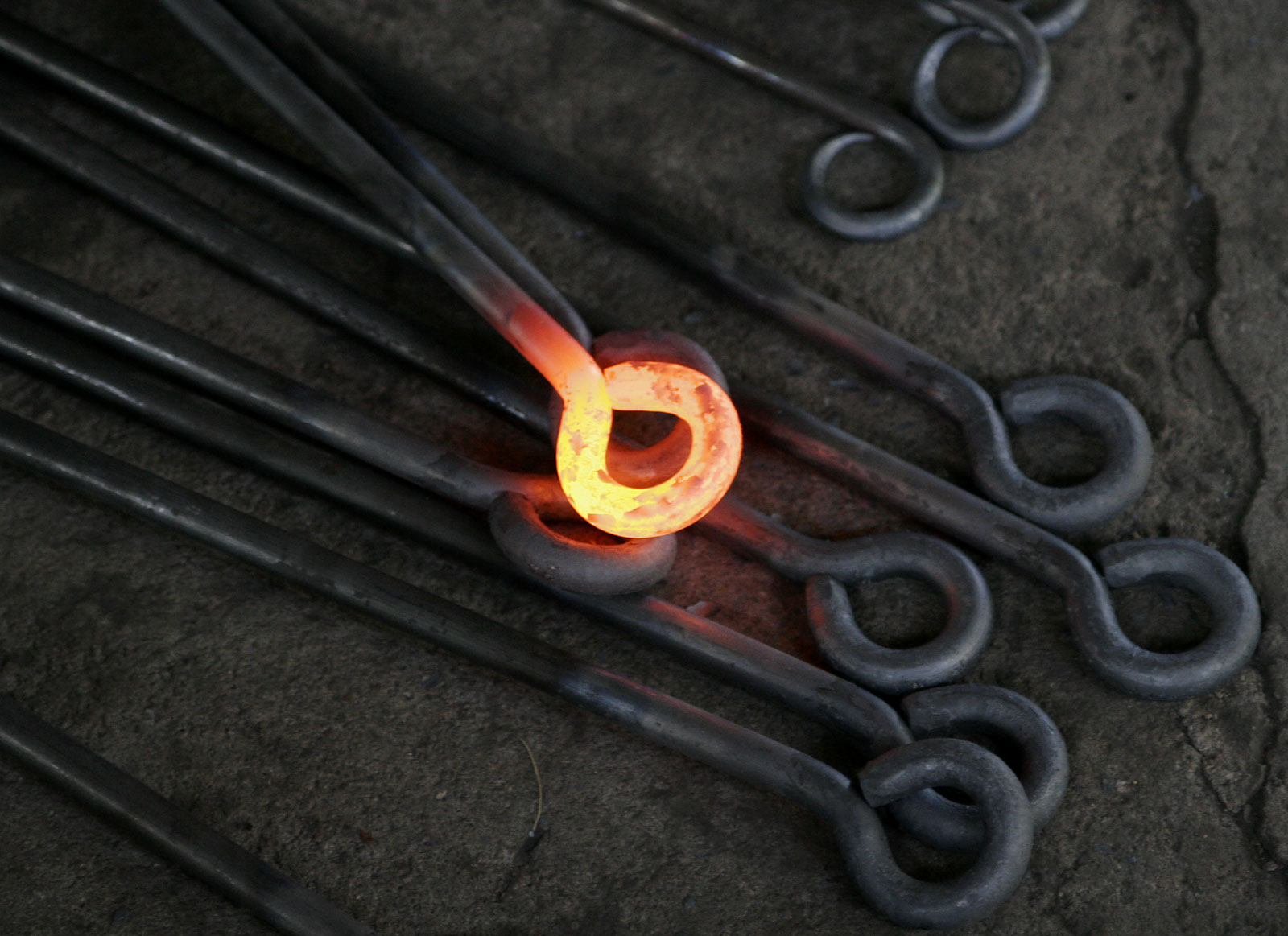
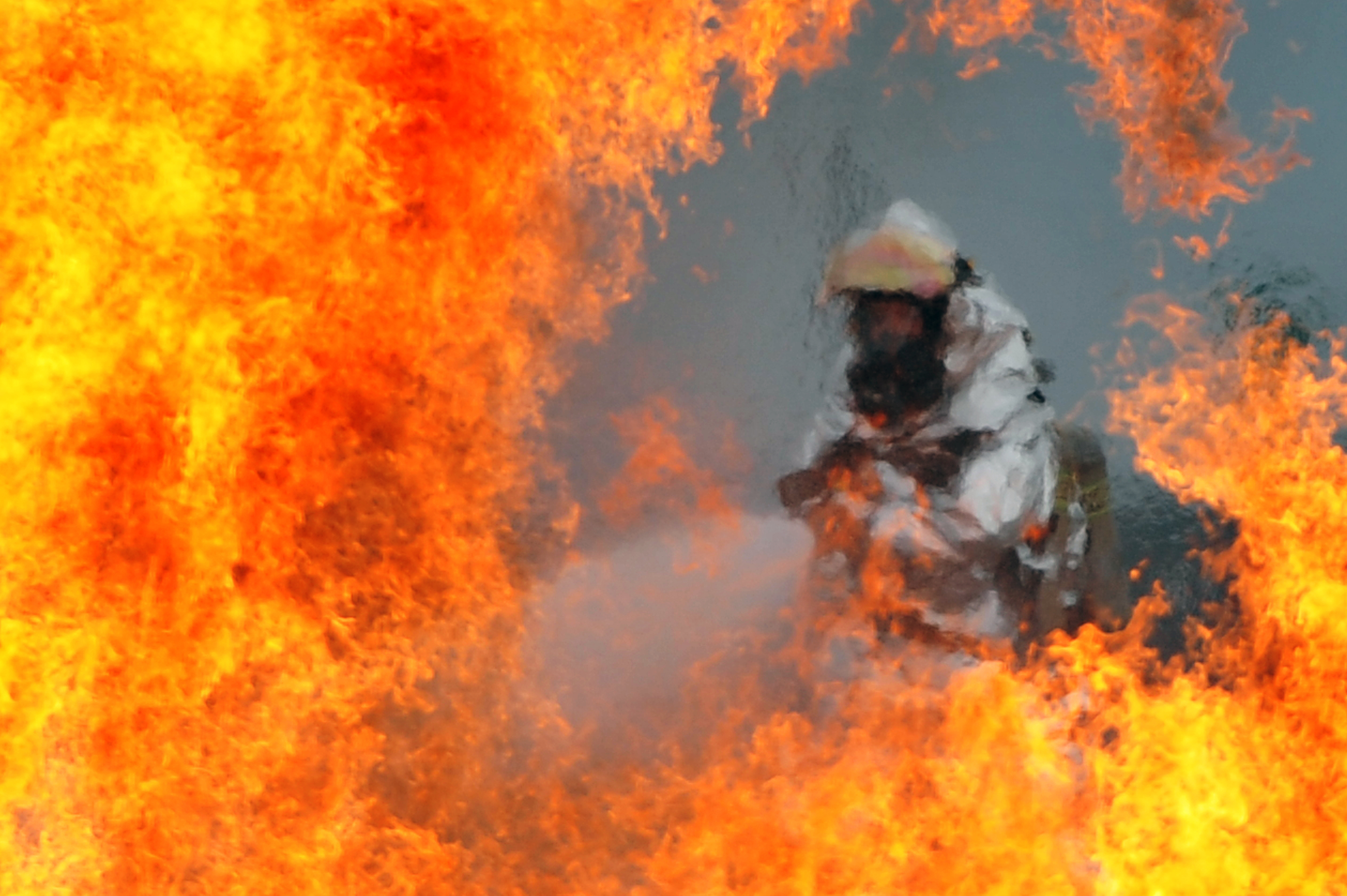
تصویری از مأمور آتش‌نشانی ایالات متحده آمریکا که تولید گرما، منجر به ایجاد شعله‌های آتش شده‌است.